# Za (corporations)
Les za (座, littéralement « siège » ou « emplacement ») sont l'un des principaux types de corps de métiers dans le Japon féodal.

## Origine et objet
Ils naissent de la coopération de protection entre les commerçants et les temples bouddhistes et les sanctuaires shinto. Les marchands voyagent et transportent des marchandises en groupes, pour se protéger des bandits et des caprices fluctuants des samouraïs et des daimyos (seigneurs féodaux). Ils concluent également des accords avec les temples et les sanctuaires pour vendre leurs marchandises sur un emplacement ou une plate-forme dans l'enceinte de ces lieux de culte sous l'égide et la protection desquelles ils se placent. Le mot za, qui signifie « siège », « hauteur », ou « plate-forme », est donc appliqué aux corporations. Le nom vient peut-être aussi, plus simplement, de l'idée de marchands au sein d'une guilde ou d'une association partageant un siège ou une plateforme sur le marché.

## Histoire
Les plus anciens za voient le jour au XIIe siècle, comprenant non seulement des corporations de métiers, mais aussi des guildes d'artistes et d'interprètes. Même aujourd'hui, les artistes de théâtre kabuki et nō sont inscrits dans des associations appelées za (voir kabuki-za). Les corporations de commerce za constituent une force majeure au XIVe siècle, et perdurent dans leur forme originale jusqu'à la fin du XVIe siècle, quand d'autres guildes et organisations commerciales apparaissent et les absorbent. Bien qu'ayant perdu de leur puissance dans leurs formes originales, il est possible de faire valoir que le concept de base des za, et très probablement les mêmes marchands qui les dirigent, continuent d'exister comme de puissants agents sur le marché au XVIIIe siècle, passant par de nombreux changements organisationnels et structurels au cours des siècles, avant, finalement, d'être éclipsés par d'autres organisations comme les ie (maisons de commerce). Bien que très puissants à certains moments, et bénéficiant de certaines exonérations fiscales et autres avantages formels des gouvernements, il est important de noter que les za, au moins dans leurs formes originales, n'ont jamais été aussi officiels ou organisés que les guildes médiévales d'Europe.

### Leszaà l'époque de Muromachi
Cependant, ce n'est pas avant l'époque de Muromachi (1336-1467) que les za deviennent vraiment une présence significative dans le monde économique du Japon. À cette époque, beaucoup plus de za apparaissent, plus grands, plus organisés et mieux associés aux temples, aux sanctuaires et à la noblesse. Alors que beaucoup se sont associés aux temples et aux sanctuaires, beaucoup d'autres guildes se sont alliées avec les familles nobles, en obtenant protection en échange d'un partage des bénéfices. Par exemple, les brasseurs de levure de Kyoto s'associent au Kitano Tenman-gū tandis que les courtiers d'huile prennent le monastère tendai d'Enryakuji comme leur patron. Les fabricants de feuilles d'or de Kyoto se placent d'eux-mêmes sous la protection de la famille Konoe et les poissonniers sous celle des Saionji, famille particulièrement riche et puissante qui obtient deux tiers des bénéfices des marchés de poissons de Kyoto dans l'arrangement.
Pendant cette période, le développement et la croissance agricole et économique sont très rapides dans la campagne, ou provinces capitales, et les za commencent à s'agglomérer en groupes organisés selon leurs origines locales et non plus selon la nature de leur commerce. Ces za ruraux sont généralement des associations de riches paysans qui se regroupent pour vendre de l'huile, du bambou, du riz ou d'autres produits agricoles en vrac ; ils permettent parfois à des courtiers urbains de se joindre à leurs guildes, d'agir comme leurs mandataires ou de les guider sur les marchés de la ville. Toutefois, dans les grandes villes où le progrès économique se produit d'une manière différente, les za se forment comme on pouvait s'y attendre par le commerce et commencent à se concentrer dans les petites sections des villes. Ginza, qui signifie « argent za » (guilde de commerce de l'argent) à Tokyo, est l'un des plus célèbres noms de lieux à refléter cette activité, bien que la zone de Guildhall à Londres, de l'autre côté du monde, est un parfait exemple de l'activité équivalente anglaise.
Vers la fin de la période Muromachi, les za commencent à croître indépendamment des familles nobles, des temples et des sanctuaires sous l'autorité desquels ils s'étaient eux-mêmes placés, étant devenu assez grands et puissants pour se protéger eux-mêmes. Cette indépendance permet également aux za de faire avancer leurs propres intérêts, à savoir le profit. Les za commencent à réaliser à ce moment qu'ils ont le pouvoir de modifier les prix du marché et commencent à montrer des signes d'activité monopolistique. Alors que la plupart n'ont jusque-là utilisé leur pouvoir de monopole que dans les ventes au détail de leur métier bien particulier pour les consommateurs, certains autres, comme les concessionnaires de sel de la province de Yamato, achètent des matières premières en gros, entrant dans des arrangements par lesquels ils peuvent refuser de vendre ces matériaux à d'autres guildes et autres marchands.
Bien que la plupart sont devenues indépendantes de leurs anciens patrons, de nombreuses guildes restent encore engagées dans des accords de protection avec les familles nobles sur une base unique plutôt que permanente. Cependant, leur pouvoir croissant et leur indépendance gagnent des ennemis politiques à de nombreux za, dont certains de leurs anciens patrons. Comme la période Muromachi se termine à la fin du XVe siècle, d'autres formes d'associations économiques surgissent, moins monopolistiques et qui contestent la suprématie des za.

### Leszadurant les périodes Sengoku et Edo
La guerre d'Ōnin de 1467 plonge le pays dans une période de chaos et de guerre appelée période Sengoku qui va durer plus de cent trente ans. Cependant, les za poursuivent leurs activités et deviennent peut-être encore plus puissants tandis que la possibilité de voyager en toute sécurité et de transporter des marchandises à travers le pays est de moins en moins garantie.
Vers la fin du XVIe siècle, alors que la période Sengoku a déjà cent ans, Oda Nobunaga prend brièvement le contrôle du pays et établit des marchés « libres » et des guildes appelés respectivement rakuichi (楽市) et rakuza (楽座). Ceux-ci portent un coup sévère à la puissance et l'influence des anciens za monopolistiques mais ne les remplacent pas. Plusieurs autres types d'associations commerciales voient aussi le jour à cette époque ; si on peut faire valoir qu'ils ont remplacé les za, il semble plus probable que le changement a été plus progressif, organique et que les za ont continué d'exister, tout simplement sous de nouvelles formes et de nouveaux noms. Un des nouveaux types d'organisation est appelé nakama (仲 間), ou kabunakama (株仲間) quand ils sont autorisés par le shogun. Ces groupes sont essentiellement des guildes fondées sur l'idée de l'actionnariat : chaque membre de la guilde possède une part dans les bénéfices totaux de tous les membres de la guilde. Cependant, les actions ne sont pas transmissibles à la différence de nos modernes marchés boursiers. Un autre type de groupe de commerce, appelé toiya (ou tonya à Edo), sert comme grossiste, se concentrant principalement sur l'expédition et l'entreposage. À cette époque, Osaka devient un grand port et éclipse Kyoto comme principal centre de commerce de la Nation, ce qui contribue à la chute des za originaux.
À la fin de la période Tokugawa, les guildes, dans leurs diverses formes, ont gagné un degré significatif de légitimité et de pouvoir. En échange de licences de monopole et du soutien des gouvernements sous d'autres formes, les guildes partagent une partie des profits avec le gouvernement. Employant un système fortement centralisé, les za concentrent 90 % de la transformation de la soie de tout le pays à Kyoto dans les années 1720. Cette centralisation rend beaucoup plus facile la monopolisation de l'industrie et apporte une richesse considérable au gouvernement de Kyoto et aux marchands membres des différentes organisations professionnelles.
Au cours des XVIIIe et XIXe siècles, les guildes et associations professionnelles, dans toutes leurs formes, se transforment en modes d'activité plus modernes et finalement occidentales, donnant naissance aux monopoles zaibatsu et keiretsu du XXe siècle. Certaines guildes ont été remplacées, éclipsées ou détruites. D'autres ont simplement changé, graduellement ou rapidement, adoptant de nouvelles méthodes et modes d'action sur le marché, tandis que la technique et la structure économique générale du pays évoluaient.

## Source de la traduction
- (en) Cet article est partiellement ou en totalité issu de l’article de Wikipédia en anglais intitulé « Za (guilds) » (voir la liste des auteurs).